# Santa María del Arroyo
Santa María del Arroyo község Spanyolországban, Ávila tartományban. Santa María del Arroyo La Torre, Muñogalindo és Solosancho községekkel határos. Lakosainak száma 102 fő (2024).

## Népesség
A település népessége az utóbbi években az alábbiak szerint változott:
| Lakosok száma | 131  | 118  | 114  | 107  | 103  | 112  | 111  | 105  | 105  | 102  |
|               | 2001 | 2004 | 2006 | 2009 | 2011 | 2014 | 2016 | 2019 | 2021 | 2024 |